# Antiphrisson fuligineus
Antiphrisson fuligineus är en tvåvingeart som beskrevs av Friedrich Hermann Loew 1871. Antiphrisson fuligineus ingår i släktet Antiphrisson och familjen rovflugor. Inga underarter finns listade i Catalogue of Life.